# 伍彦柔
伍彦柔，南汉将领。大宝年间，宋军南征，潘美围困贺州，南汉后主刘鋹命伍彦柔前往救援。了解到这一情况，潘美秘密派兵潜伏于南岸，等待彦柔到来。次日早晨彦柔率军登岸，坐在胡床上指挥战斗，颇有得意之色。忽然伏兵四起，由水陆各路杀来，南汉军大乱，彦柔亦被杀。